# Iati
Iati is een gemeente in de Braziliaanse deelstaat Pernambuco. De gemeente telt 18.350 inwoners (schatting 2009).